# Нам бы только день простоять...
Нам бы только день простоять… (фр. Qu'un seul tienne et les autres suivront) — французская кинодрама 2009 года, полнометражный режиссёрский дебют Леи Фенер.

## Сюжет
Старая алжирская женщина Зора хочет во что бы то ни было встретить убийцу своего сына, погибшего в тюрьме. Пятнадцатилетняя Лора, влюблена в мелкого преступника, ищет взрослого человека, который мог бы её сопровождать на свидания к своему, как она хочет верить, любимому в тюрьму. Курьер Стефан получает неожиданное предложение — пойти в тюрьму на свидание, чтобы там подменить собой опасного преступника, позволив тому совершить побег. Две женские истории и одна мужская неожиданно для всех героев пересекутся в зале свиданий тюрьмы Флери-Мерожис.

## В ролях
| Актёр            | Роль   |
| ---------------- | ------ |
| Фарида Рахуадж   | Зора   |
| Реда Катеб       | Стефан |
| Полин Этьен      | Лора   |
| Марк Барбе       | Пьер   |
| Венсан Ротье     | Николя |
| Динара Друкарова | Ельза  |

## Награды
| Год  | Кинофестиваль    | Категория                    | Номинант                        | Результат |
| ---- | ---------------- | ---------------------------- | ------------------------------- | --------- |
| 2009 | Приз Луи Деллюка | Лучший дебютный фильм        | Нам бы только день простоять... | Победа    |
| 2010 | Премия «Люмьер»  | Самая многообещающая актриса | Полин Этьен                     | Победа    |
| 2010 | Премия «Сезар»   | Лучший дебютный фильм        | Нам бы только день простоять... | Номинация |
| 2010 | Премия «Сезар»   | Самая многообещающая актриса | Полин Этьен                     | Номинация |